# 马恩河畔博讷伊
马恩河畔博讷伊（法語：Bonneuil-sur-Marne，法語發音：[bɔnœj syʁ maʁn] ⓘ）是法国法兰西岛大区马恩河谷省的一个市镇，属于克雷泰伊区。

## 地理
马恩河畔博讷伊（48°46'27"N, 2°29'15"E）面积5.51 平方千米，位于法国法蘭西島大區马恩河谷省，该省份为法国北部内陆省份，毗邻巴黎。
与马恩河畔博讷伊接壤的市镇（或旧市镇、城区）包括：圣莫代福塞、克雷泰伊、布瓦西圣莱热、利梅伊-布雷瓦讷、布里地区叙西。

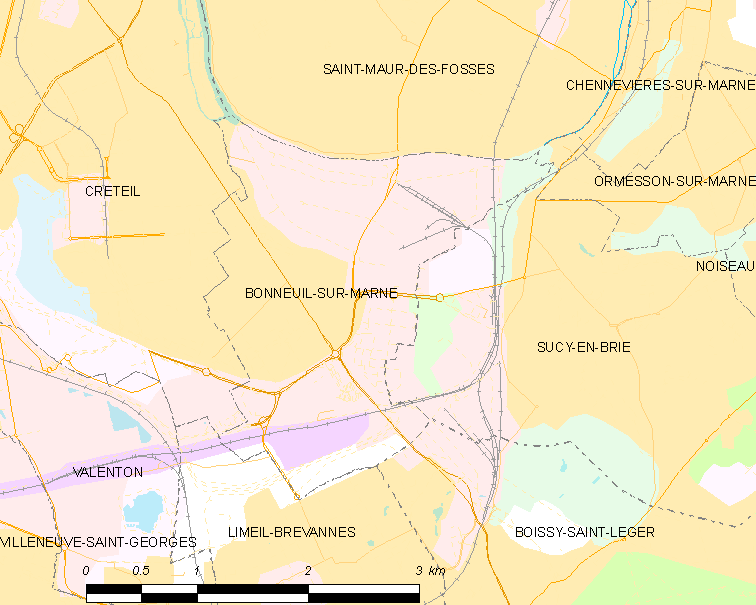
马恩河畔博讷伊的OSM定位图

马恩河畔博讷伊的时区为UTC+01:00、UTC+02:00（夏令时）。

## 行政
马恩河畔博讷伊的邮政编码为94380，INSEE市镇编码为94011。

## 政治
马恩河畔博讷伊所属的省级选区为圣莫代福塞第二县。

## 人口

1962-2008年间马恩河畔博讷伊人口变化图示

马恩河畔博讷伊于2022年1月1日时的人口数量为18340人。